# Heinrich Moos (Fechter)
Heinrich Oskar Moos (* 27. März 1895 in Frankfurt am Main; † 15. Juni 1976 ebenda) war ein deutscher Fechter, mehrmaliger deutscher Meister und Olympiateilnehmer. Er focht für den Fecht-Club Hermannia Frankfurt, später für den BK Berlin.

## Erfolge
Moos gewann mit der Säbelmannschaft dreimal die Bronzemedaille bei Weltmeisterschaften, beziehungsweise deren Vorläufern, den internationalen Meisterschaften. Das erste Mal 1931 in Wien zusammen mit Erwin Casmir, Julius Eisenecker und August Heim, anschließend 1935 in Lausanne in der Besetzung Moos, Eisenecker, Heim, Hans Esser und Richard Wahl. 1937 wurde dieser Erfolg bei den ersten offiziellen Weltmeisterschaften in Paris wiederholt (mit Casmir, Eisenecker, Esser, Heim, Moos und Wahl). Er nahm überdies an mehreren Länderkämpfen teil, 1927 in Cremona (Florett, drei Niederlagen gegen Österreich, Frankreich und Italien), 1929 in Nürnberg (Säbel, Niederlage gegen Ungarn) und ebenfalls 1929 in Monte Carlo (ein Sieg und zwei Niederlagen im Säbel, zwei Niederlagen im Florett).
Bei den Olympischen Spielen 1928 in Amsterdam nahm Moos im Säbeleinzel sowie mit der Florett- und Säbelmannschaft teil. Die Säbelmannschaft belegte den vierten Platz hinter Ungarn, Italien und Polen. Im Säbeleinzel schied er in der zweiten von drei Runden aus, das Florettteam kam nicht über die erste Runde hinaus.
Auf nationaler Ebene gewann er mit dem Säbel 1932 das Jubiläumsturnier des TuSB 1867 Leipzig und 1936 das Torgauer Fechtturnier. Erstmals 1920 nahm Moos an der Endrunde einer deutschen Meisterschaft teil und wurde Achter mit dem Säbel und Sechster im Degenfechten. 1924 erreichte er erstmals eine Platzierung unter den ersten drei (3. im Degenwettbewerb). Es folgten zahlreiche weitere Podestplätze (1926 Zweiter mit dem Degen und Dritter im Säbel, 1927 Dritter und 1928 Zweiter mit dem Degen, 1929 Zweiter mit dem Säbel). 1929 wurde Moos deutscher Meister im Degenfechten. 1931 und 1932 gewann er weitere Meisterschaften mit dem Säbel, wobei er schon für den BK Berlin focht. Sein Verein, der FC Hermannia Frankfurt, war vor dem Zweiten Weltkrieg der erfolgreichste Fechtverein Deutschlands und gewann zahlreiche Mannschaftsmeistertitel in allen Waffen. Die genauen Mannschaftsaufstellungen sind jedoch nicht bekannt.